# Энматгыр
Энматгыр — река на Дальнем Востоке России, протекает по территории Иультинского района Чукотского автономного округа.
Длина реки 36 км. Берёт исток с северных склонов Экиатапского хребта, протекает в меридиональном направлении по заболоченной равнине, впадает в Восточно-Сибирское море. Крупный левый приток — ручей Последний (11 км от устья).
Название в переводе с чук. Энмыаатгыр — «ручей, протекающий в скалах». Близ устья находилось бывшее становище аборигенов.
В устье Энматгыра обнаружено месторождение россыпного олова, однако промышленного значения оно не имеет.
По данным государственного водного реестра России относится к Анадыро-Колымскому бассейновому округу.